# یوسف بصیر
یوسف بصیر یا یوسف بن ابراهیم فیلسوف یهودی قرائیم بود که در قرن یازدهم میلادی، در بابل یا ایران زندگی می‌کرد. او را به کنایه در عبری هاروئه و در عربی البصیر می‌نامند، زیرا وی نابینا بود؛ ظاهراً یوسف بصیر کور مادرزاد نبوده‌است و در جوانی نابینا شده‌است. نابینایی وی را از سفرهای دراز و مأموریت‌های قرائیم بازنداشته‌است.

## تأثیرات و شاگردان
یوسف بصیر یمی از مبلغین قرائیمی و آموزگاران مشهور تلمود و منابع حاخامی بود. وی با تفکر و اندیشه اسلامی نیز آشنا بود و به ویژه از معتزله تأثیر پذیرفته بود. مهم‌ترین شاگرد بصیر، یوشع بن یهودا است.

## آثار
مهم‌ترین اثر بصیر کتاب جامع است که بیشتر در نسخه عبری که به دستور توبیاس بن موسی با عنوان سفرهانعیموت ترجمه شده، مشهور است. این اثر که دربرگیرنده چهار فصل است، توسط بصیر با عنوان التمییز در سیزده فصل خلاصه گردید. همچنین توسط توبیاس بن موسی، تحت عنوان مایه خردمندی غافلان ترجمه گردید. آثار دیگر بصیر مربوط به احکام یهودی‌است.